# Mads Søndergaard
Pour les articles homonymes, voir Søndergaard.
Mads Søndergaard, né le 26 décembre 2002 à Viborg au Danemark, est un footballeur danois qui évolue au poste de milieu central au Viborg FF.

## Biographie

### En club
Né à Viborg au Danemark, Mads Søndergaard commence le football dans le club local du NUGF Viborg à l'âge de quatre ans avant d'être formé par le Viborg FF, qu'il rejoint à ses 12 ans et où il fait toute sa formation de footballeur.
Søndergaard joue son premier match en professionnel le 24 juin 2020, lors d'une rencontre de championnat face au Skive IK. Il entre en jeu à la place de Tobias Bech et son équipe s'impose par un but à zéro.
La saison 2020-2021 est compliquée d'un point de vue personnel pour Mads Søndergaard. Le jeune milieu de terrain étant éloigné des terrains pendant presque toute la saison. D'abord de septembre à novembre, puis avec une grave blessure au genou au début de l'année 2021 nécessitant une opération et neufs mois d'indisponibilité. Il est tout de même sacré champion de deuxième division danoise à l'issue de la saison 2020-2021, pour sa participation à la promotion du club dans l'élite du football danois.
Le 17 avril 2022, il joue son premier match en Superligaen, l'élite du football danois, contre l'Odense BK. Il entre en jeu à la place de Clint Leemans et les deux équipes se neutralisent ce jour-là (1-1 score final).
Søndergaard inscrit son premier but en professionnel le 31 août 2022, lors d'une rencontre de coupe du Danemark face au Viby IF. Titularisé, il marque même deux buts ce jour-là et participe à la large victoire de son équipe (0-7 score final).

### En sélection
Mads Søndergaard représente l'équipe du Danemark des moins de 16 ans pour un total de deux matchs et un but marqué en 2018.

## Palmarès
Viborg FF
- Championnat du Danemark de deuxième division (1) :
  - Champion : 2020-2021.